# Global Pharma FC
Der Global Pharma Football Club ist ein liberianischer Fußballverein. Beheimatet ist der Verein in der Hauptstadt Monrovia. Aktuell spielt der Klub in der ersten Liga des Landes, der First Division.

## Geschichte
Der Verein wurde 2022 gegründet. Die Saison 2022/23 wurde man Meister der zweiten Liga und stieg in die erste Liga auf.

## Erfolge
- Liberianischer Zweitligameister: 2022/23  ▲

## Stadion
Der Verein trägt seine Heimspiele im Antoinette Tubman Stadium in Monrovia aus. Das Stadion hat ein Fassungsvermögen von 10.000 Personen.